# Jaglino
Jaglino – osada w Polsce położona w województwie zachodniopomorskim, w powiecie kołobrzeskim, w gminie Rymań. Miejscowość wchodzi w skład sołectwa Rzesznikowo.
W latach 1975–1998 miejscowość administracyjnie należała do województwa koszalińskiego.